# دونالد گیب
دونالد گیب (انگلیسی: Donald Gibb؛ زادهٔ ۴ اوت ۱۹۵۴) یک هنرپیشه اهل ایالات متحده آمریکا است.
از فیلم‌ها یا برنامه‌های تلویزیونی که وی در آن نقش داشته است می‌توان به رینگ خونین ورینگ خونین ۲اشاره کرد.